# GAU-12 イコライザー
GAU-12 イコライザー（英: GAU-12 Equalizer）は、アメリカ合衆国のGE社が開発した25mm口径・5砲身のガトリング砲。アメリカ以外にもイギリスやNATO加盟諸国が採用しており、戦闘機や装甲戦闘車両に搭載して使用されている。

## 来歴
ジェット機の登場とともに航空機関砲の火力向上の必要が高まると、ゼネラル・エレクトリック（GE）社はガトリング砲に着目して開発を進め、1957年12月に20×102mm弾を使用するモデルがM61「バルカン」として制式化された。また近接航空支援（CAS）のために30×173mm弾仕様にスケールアップしたモデルも開発され、1973年にGAU-8/A「アヴェンジャー」として制式化された。
一方、アメリカ海兵隊は、1970年よりAV-8A攻撃機の部隊配備を開始していた。これはイギリス空軍のハリアーGR.1Aに準じた仕様の機体であり、搭載兵装はアメリカ軍の制式装備に変更されたものの、ADEN 30mm機関砲は信頼性・破壊力の点で評価されたために残された。しかしアメリカ海軍の艦艇で艦上運用を行う場合、このADEN 30mm機関砲および弾薬はコックオフの危険を排除できないという重大な問題があった。
このことから、1970年代後半に同機の全面的な改良型としてAV-8Bの開発が進むと、これに搭載するための新しい航空機関砲が求められるようになった。そしてGE社は、既に25mmガトリング砲の予備設計を進めており、1978年4月に25×137mm弾仕様のバルカン砲についての研究開発計画が着手されると、早くも同年12月には試射を開始した。1979年2月にはチャイナレイク海軍武器センターで海軍に披露され、1980年7月からはAV-8攻撃機に搭載しての飛行試験が開始された。そして1981年7月、海軍はGE社に対して最初の量産契約を発注した。

## 構造
本砲は、基本的にGE社が先行して開発したM61やGAU-8/Aの構成や動作機構を踏襲しつつ、弾薬を25×137mm弾に変更、砲身数を5本としたモデルである。
GAU-8/Aと同様のガトリング砲としての設計に基づき、砲身はそれぞれ各1個の遊底を有し、外部動力によってハウジング内部のロータで反時計周りに回転をすることで射撃が行われる。ハウジング内壁にはカム経路が形成されており、各遊底はロータの回転に伴って、このカム経路に従って可動し、下記のような工程を繰り返す。これらの工程を繰り返すための外部動力としては、AV-8Bの搭載砲ではジェットエンジンからの抽気、またLAV-ADの搭載砲では電気モーターが用いられる。毎分3,600発の標準発射速度に達するには0.4秒を要する。
1. 送弾 - 砲弾が薬室後方に配置される。
2. 装填 - 砲弾が薬室内に挿入される。
3. 閉鎖 - 遊底が薬室を閉鎖し、撃発できる状態とする。
4. 開放 - 撃発後、薬室を開放する。
5. 抽筒 - 薬莢を薬室から引き出す。
6. 蹴出 - 薬室から引き出された薬莢が排出される。

給送弾にはM61やGAU-8/Aと同様のコンベアを用いたリンクレス式の機構が用いられるが、弾倉は箱型で、内部には連ねられた弾薬が梯子状に折り重なって収容されている。発射前後での機体バランスの悪化を防止する目的もあり、空薬莢は弾倉に回収される。

### GAU-22/A
ジェネラル・ダイナミクス社では、派生型としてF-35統合打撃戦闘機（Joint Strike Fighter）向けにGAU-22/Aを開発している。これは、20世紀後半に一般的であった航空機関砲であるM61をF-35に採用した場合は、30mm砲のGAU-8を有するA-10 サンダーボルトII攻撃機の後継機としても運用されうるJSFに相応しい火力を得られないと判断されたためで、M61よりも大口径砲を採用した代わりにGAU-12より砲身を1本減らして4砲身とするなどして、40ポンド（約18kg）の軽量化を図っている。最大発射速度は毎分3,300発（後述するガンポッド装備では毎分3,000発）と減少している一方、速射能力とともに反動が抑制されたことや使用砲弾の大重量化もあって、命中精度は1.4ミリラジアンに向上している。また、GAU-22のためにナーモがHEIAP弾を開発している。F-35Aへの機内装備とF-35B/Cのガンポッドでの装備と双方の利用が可能になる見込みであり、現在は試験と必要条件の確認を行っている。

## 実装

### 機上型
上記の経緯もあり、本砲はまずAV-8B攻撃機の搭載砲として装備化された。AV-8AのADEN 30mm機関砲やA-4M攻撃機のコルトMk.12 20mm機関砲よりも発射速度が速く弾道も正確で、信頼性も高かった。
AV-8Bには胴体下面に2本のポッドを装着する形で搭載されており、左舷側に砲本体と動力部、右舷側に給送弾機構が収容される。砲本体の重量は123 kg、弾薬300発を含めたガンポッド全体の重量は558 kgである。このポッドはLIDS（Lift Improvement Devices）を兼ねており、垂直/短距離離着陸時の揚力を向上させる効果があった。
また1990年にはアメリカ空軍にも採用され、AC-130U スプーキー II攻撃機に搭載された。弾庫容量は3,000発に増大している。

### 車載型
1992年、アメリカ海兵隊はLAV-AD自走式対空砲の採用を決定した。これはLAV-25の車体にブレーザー-25砲塔を組み合わせたもので、本砲1門とFIM-92 スティンガーの4連装発射機2基を搭載している。

### 艦載型
艦載用のマウントとしてEX-90が開発されたものの、アメリカ海軍で装備化されるには至らなかった。

## 登場作品

### 映画
『トゥルーライズ』
アメリカ海兵隊第233攻撃飛行隊（VMA-233）「ブルドッグス」のAV-8B ハリアーIIが、移動するテロリストのトラックに対して使用し、粉々に破壊する。また、主人公のハリー・タスカーが、海兵隊から借りたAV-8Bに搭載された本砲を発砲してテロリストたちを一掃する。

### アニメ
『ルパン三世VS名探偵コナン』
ヴェスパニア王国空軍に所属するAV-8B ハリアーIIに搭載され、ヴェスパニア鉱石を採取していたルパンと次元への対地射撃に使用される。

### ゲーム
『Wargame Red Dragon』
NATO陣営のアメリカ軍デッキで使用可能なAV-8B ハリアーIIの武装として登場する。
『エースコンバット アサルト・ホライゾン』
AC-130U スプーキーの武装として登場する。作中での呼称は「25mm ガトリング砲」。
『コール オブ デューティシリーズ』
『CoD4』
AC-130H スペクターの武装として登場し、プレイヤーが使用できる。
『CoD:MW2』
AC-130Hの武装として登場し、プレイヤーが使用できる。
『CoD:MW3』
AC-130Hの武装として登場し、プレイヤーが使用できる。
『バトルフィールドシリーズ』
『BF2』
F-35B ライトニングIIにGAU-22/Aが搭載されている。
『BF3』
AC-130に搭載されているほか、F-35にGAU-22/Aが搭載されている。